# هوندا سی‌بی۵۵۰
هوندا سی‌بی۵۵۰ (به انگلیسی: Honda CB550) یک موتورسیکلت خیابانی ساخت هوندا بود که بین سال‌های ۱۹۷۴ تا ۱۹۷۸ تولید می‌شد، این موتورسیکلت دارای یک موتور چهار سیلندر، چهارزمانه با قدرت ۵۰ اسب بخار، گیربکس پنج سرعته و میل‌سوپاپ بالاسری بود. همچنین حداکثر سرعت این موتورسیکلت ۱۷۵ کیلومتر بر ساعت می‌باشد. 
اولین نسخه، سی‌بی۵۵۰، توسعه‌ای از هوندا سی‌بی۵۰۰ فور قبلی بود و مانند نسخهٔ قبلی خود دارای چهار لوله اگزوز و چهار صداخفه‌کن و چرخ‌های سیمی بود.  

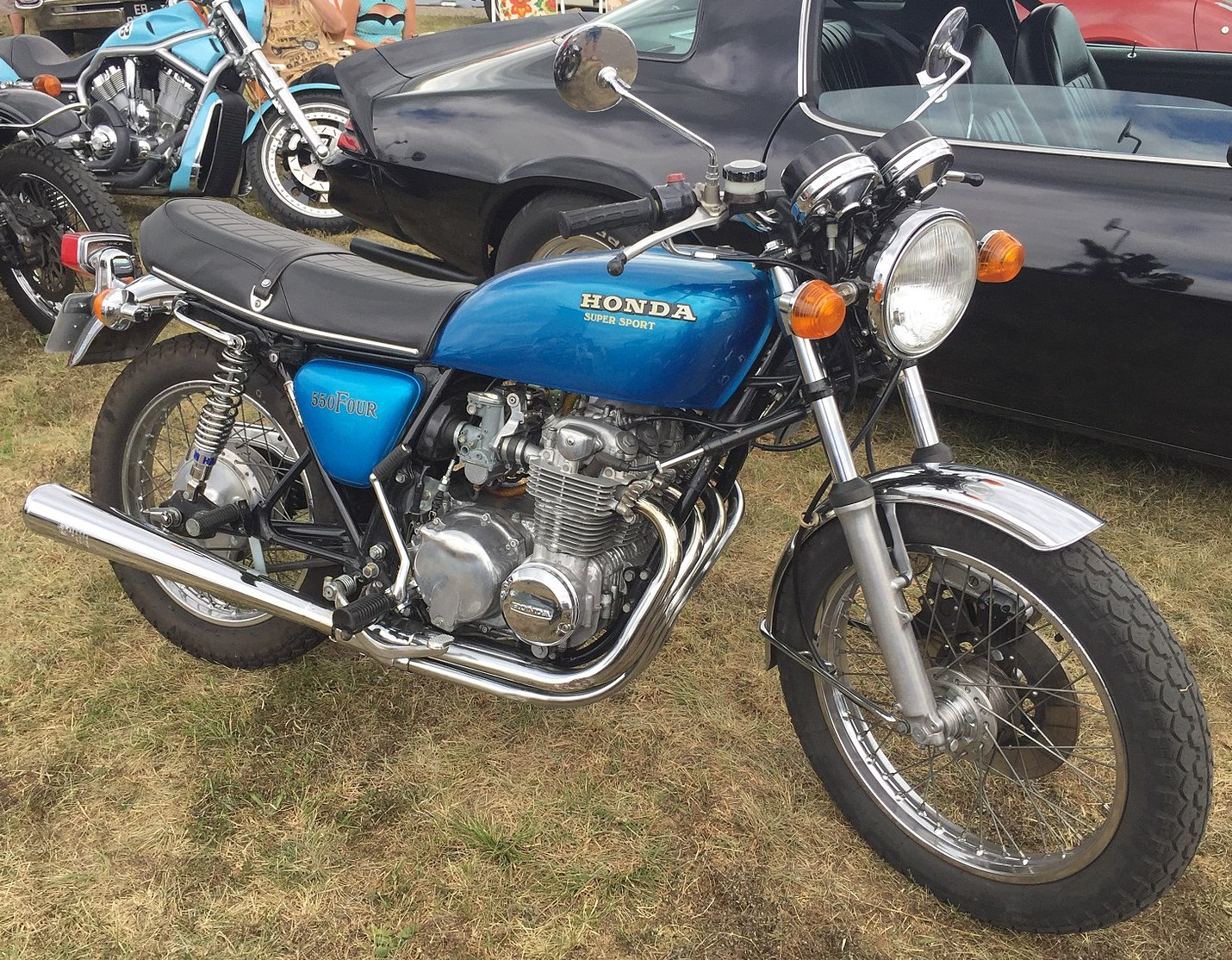

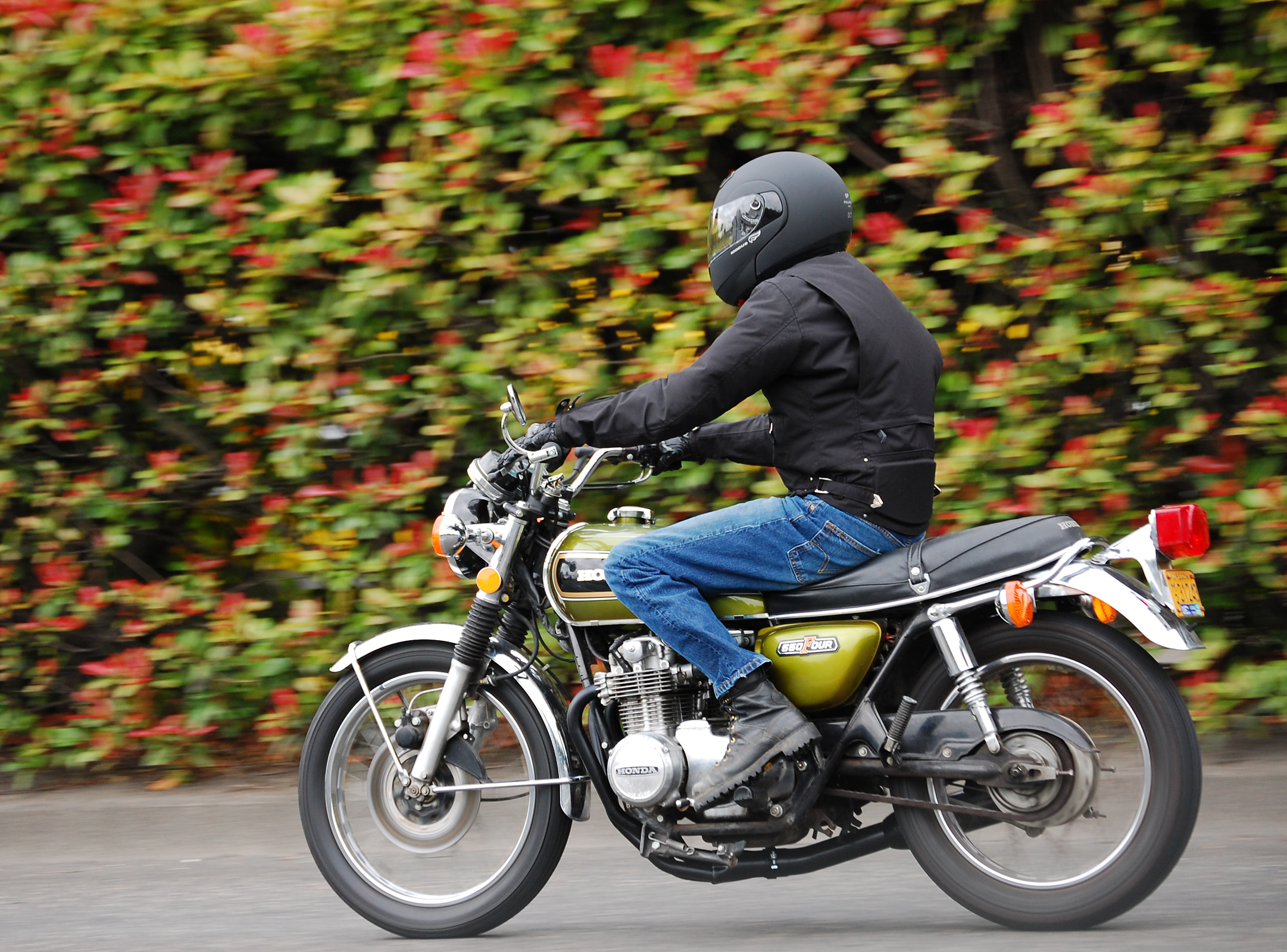
هوندا سی‌بی۵۵۰